# Амір Хатамі
Амір Хатамі (перс. امیر حاتمی; нар. 1965) — іранський військовослужбовець у званні бригадного генерала, який обіймав пост міністра оборони з серпня 2017 року по серпень 2021 року.

## Біографія
Учасник Ісламської революції .
Учасник ірано-іракської війни у 1980-х роках . Служив в ополченні Басідж з Корпуса вартових ісламської революції.
Учасник операції «Мерсад» проти ліворадикальної Організації моджахедів іранського народу (ОМІН).
Після війни закінчив Офіцерську академію імені Імама Алі (вступив на факультет цивільного будівництва, закінчив факультет оборонних наук). Після закінчення академії протягом шести років служив в армії на північному заході та заході Ірану.
У 1998 році аятола Алі Хаменеї підвищив його до голови відділу міжнародних відносин армії (на той момент мав звання полковник).
У 2006 році призначений заступником начальника генерального штабу збройних сил .
У 2013-2017 роках - заступник міністра оборони .
У серпні 2017 року призначений міністром оборони замість Хосейна Дехгана. Його кандидатура була представлена президентом Хассаном Рухані і схвалена парламентом — Ісламською консультативною радою. За нього проголосував 261 депутат, 10 проти, 13 утрималися .
Заявляв про намір розвивати ракетну програму Ірану. Він також заявив про необхідність відсічі погроз з боку США . За його словами, Ірану «не потрібно питати будь-якого дозволу», щоб виробляти ракетну зброю .
У жовтні 2022 року Канада ввела санкції щодо Ірану і внесла до списку санкцій 17 фізичних осіб (серед них Аміра Хатамі) причетних, на думку канадської влади, до порушень прав людини .